# Athens Biennale

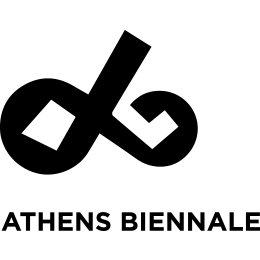
Logo der Biennale

Die Athens Biennale ist eine Ausstellung internationaler zeitgenössischer Kunst, welche an wechselnden Orten in Athen stattfindet. Sie ist die größte Kunstausstellung Griechenlands.

## Organisation
Im November 2005 gründeten die drei Kuratoren Xenia Kalpaktsoglou, Poka-Yio und Augustine Zenakos das Kuratorentrio XYZ, aus dem der Trägerverein Athens Biennale Non-Profit Organization hervorging.
Die Veranstaltungsorte befinden sich vornehmlich in den ärmeren Stadtteilen Athens mit hohem Migrantenanteil. Mittelpunkt ist die ehemalige Gasanstalt, die als Kulturzentrum Technopolis genutzt wird. Gezeigt werden Werke der Malerei, Bildhauerei und des Films.  Kuratoren und Künstler verzichten auf Honorar.
Neben den Aktivitäten in Athen nimmt die Athens Biennale auch an externen Veranstaltungen teil oder organisiert diese. Darunter: Goldfish Suddenly Dead, (Extra City, Antwerpen 2009); Away and Boil Your Head, (Palazzo Valle, Catania, 2010); Prayer for (Passive?) Resistance 2007; IKT Athens 2010 Congress.

## Ausstellungen
Die Biennale wird bisher immer im Herbst-Winter veranstaltet, es gibt eine zeitliche Überschneidung mit der seit 2007 stattfindenden Biennale Thessaloniki, so dass ausländische Besucher beide Ausstellungen in einer Reise aufsuchen können.
Im Jahr 2017 findet in Athen sowohl die Biennale als auch die Documenta 14 statt. Der Athener Teil der Documenta ist in den Frühling vorgezogen, während die Documenta 14 in Kassel einen Monat später eröffnet wird.

### 1. BiennaleDestroy Athens
Die erste Biennale 2007 stand unter dem Stichwort Destroy Athens. Gezeigt wurden Werke von 100 internationalen Künstlern. Die Ausstellung hatte über 50.000 Besucher.

### 2. BiennaleHeaven
Die zweite Biennale 2009 stand unter dem Stichwort Heaven. Gezeigt wurden Werke von 150 internationalen Künstlern. Die Ausstellung hatte über 75.000 Besucher. Kuratoren waren Nadja Argyropoulou, Diana Baldon, Christopher Marinos, Chus Martinez, Dimitris Papaioannou, Cay Sophie Rabinowitz und Zafos Xagoraris. Das Ausstellungsdesign stammte von Andreas Angelidakis. Hauptausstellungsort war das Faliro Coastal Zone Olympic Sports Complex.

### 3. BiennaleMONODROME
Die 3. Biennale fand zwischen dem 23. Oktober und dem 11. Dezember 2011 statt und stand unter dem Stichwort MONODROME. Kurator war unter anderem Nicolas Bourriaud. Ausstellungsorte waren die Diplareios Schule, das Kunstzentrum und das Eleftherios Venizelos Museum.

### 4. BiennaleAgora

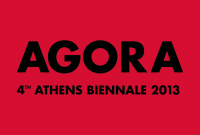
Logo der 4. Biennale Agora

Die 4. Biennale fand zwischen dem 29. September und dem 1. Dezember 2013 statt und stand unter dem Stichwort Agora (griech. für Markt). Ein Ausstellungsort war das Gebäude der ehemaligen Athener Börse. Zum Team der Kuratoren gehörten u. a.: Viviana Checchia, Charles Esche, Xenia Kalpaktsoglou, Christopher Marinos, Galini Notti, Katerina Tselou und Poka-Yio.